# Stutzen (Gefieder)

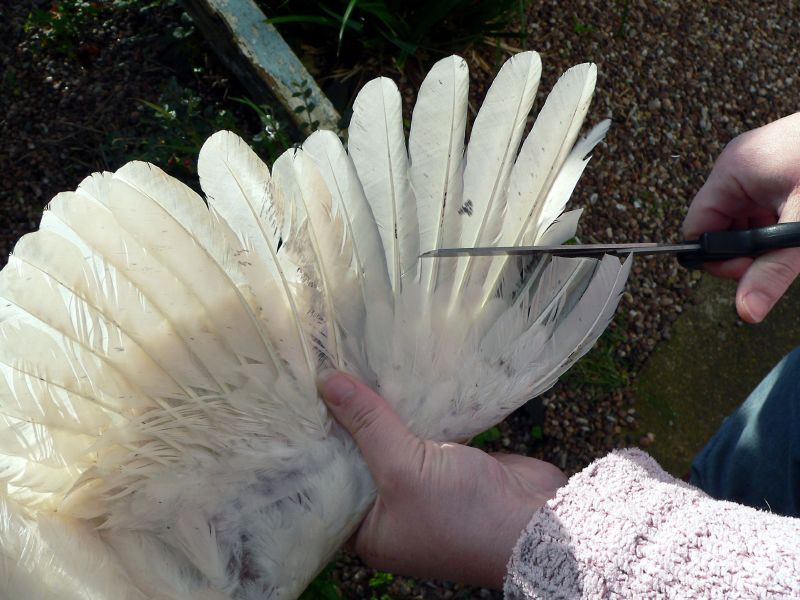
Stutzen eines Flügels bei einem Haushuhn

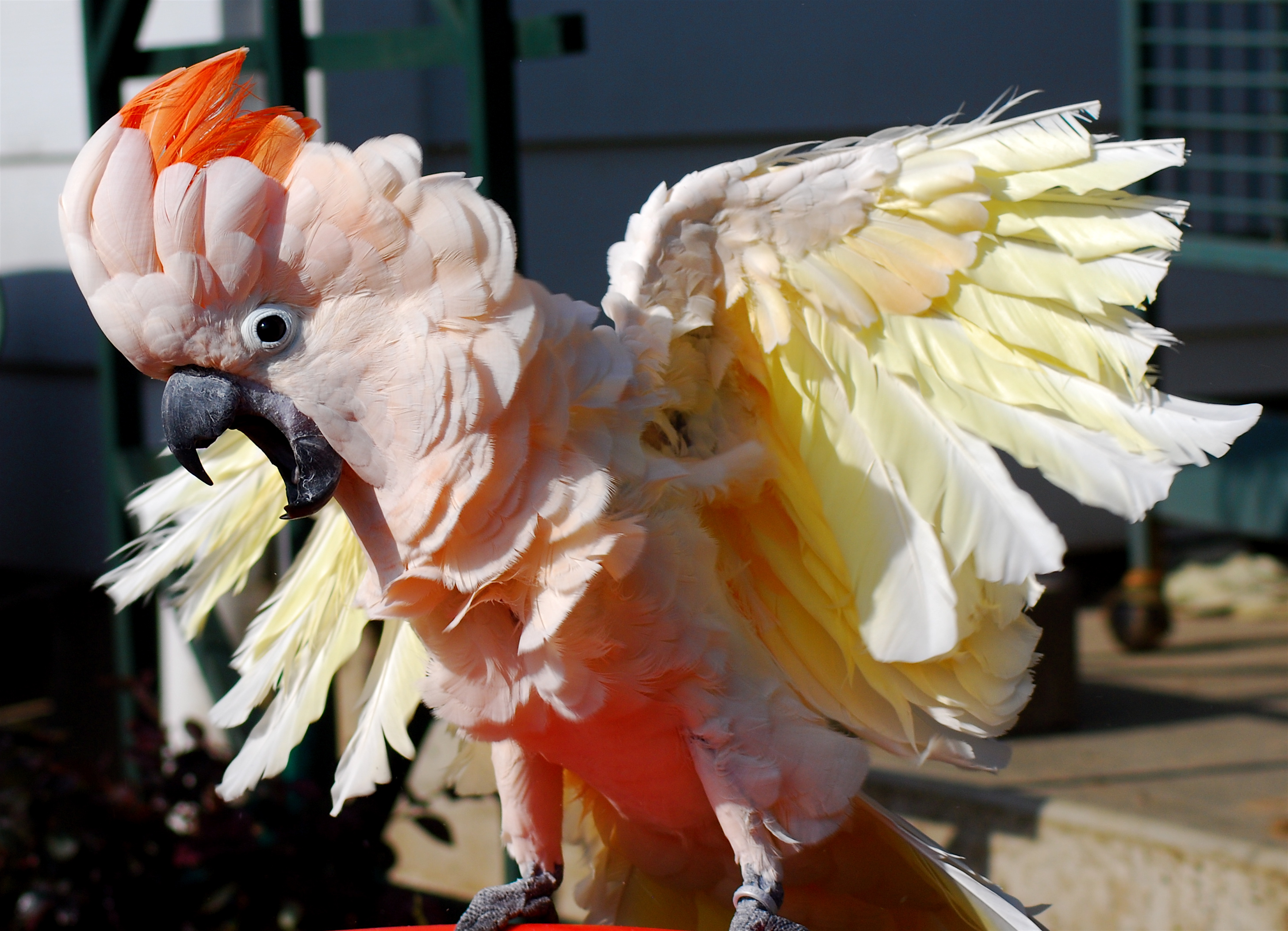
Molukkenkakadu mit gestutzten Flügeln

Stutzen bezeichnet das Beschneiden der Schwungfedern von Vögeln, um ihnen die Flugfähigkeit zu nehmen oder diese abzusenken. Das Flügelstutzen ist bei domestizierten, als Heimtier oder in Zoos gehaltenen Vögeln etablierte Praxis. Es soll die Flucht und das Verletzungsrisiko durch Fliegen in beschränktem Raum verhindern oder die Zähmung begünstigen. Da in den Federn keine Nervenenden liegen, verursacht diese Prozedur bei fachgemäßer Anwendung keine physischen Schmerzen.
Stutzen ist nicht mit irreversiblen Eingriffen zu verwechseln, wie z. B. der chirurgischen Entfernung oder Laser-Zerstörung der Follikel (Wachstumszonen der Federn am Knochen).

## Methode
Es werden gewöhnlich an beiden Flügeln die identische Anzahl an Schwungfedern beschnitten. Bei Hühnern und Enten genügt meist einseitiges Stutzen, da diese Vögel von Natur aus schlechte Flieger sind. Um das Risiko durch Fälle zu minimieren, empfiehlt es sich, nur wenige Federn zu beschneiden. Bei weiterhin zu großer Flugfähigkeit können weitere Federn beschnitten werden. 
Um die Flugfähigkeit dauerhaft zu begrenzen, muss die Prozedur nach jeder Mauser wiederholt werden. Dabei ist zu beachten, dass die zu beschneidenden Federn ausgewachsen und nicht mehr durchblutet sind, da ansonsten der Vogel sterben könnte. 

## Kritik
Einige Tierrechtsorganisationen kritisieren das Stutzen als Tierquälerei, da es die natürliche Lebensweise behindere und durch die jährlich notwendige Wiederholung zu Stress bei den Tieren führe.

## Alternative
Eine ebenfalls reversible Methode ist das Anlegen von Flügelklammern.